# Eidgenössische Finanzkontrolle
Die Eidgenössische Finanzkontrolle EFK (französisch Côntrole fédéral des finances CDF, italienisch Controllo federale delle finanze CDF, rätoromanisch Controlla federala da finanzas CDF) ist das oberste Finanzaufsichtsorgan der Schweizerischen Eidgenossenschaft. Sie unterstützt das Parlament und den Bundesrat, ist in ihrer Prüfungstätigkeit unabhängig und nach dem Finanzkontrollgesetz nur Verfassung und Gesetz verpflichtet.

## Aufsichtsbereich
Die Eidgenössische Finanzkontrolle beaufsichtigt die folgenden Bereiche:
- Zentrale und dezentrale Bundesverwaltung
- Parlamentsdienste
- Empfänger von Subventionen (z. B. Strassenbau, Landwirtschaft)
- Träger öffentlicher Aufgaben (z. B. Schweizerischer Nationalfonds)
- Unternehmen mit Mehrheitsbeteiligung des Bundes
- Bundesgerichte (administrativer Bereich, der auch der Aufsicht des Parlaments untersteht)

## Geschichte
Bereits 1876 gab es in der Schweiz Forderungen nach Errichtung eines Rechnungshofes, dies wurde aber zunächst abgelehnt und stattdessen ein Kontrollbureau geschaffen. 1877 wurde das Finanzdepartement neu organisiert. Das Kontrollbureau erhielt eine gesetzliche Grundlage und schliesslich 1882 den bis heute unveränderten Namen Eidgenössische Finanzkontrolle.
Immer wieder gab es in der nachfolgenden Zeit Bestrebungen einen Rechnungshof einzuführen, so scheiterten etwaige Versuche 1924 und 1990. Im Jahr 1967 trat ein neues Finanzkontrollgesetz in Kraft, die Arbeit der Finanzkontrolle wurde deutlich aufgewertet und neu fiel die Prüfungstätigkeit im Beschaffungswesen, im Bau- und im Subventionsbereich in die Zuständigkeit der Behörde.

## Personalbestand ab 2001
| Jahr | Vollzeitstellen |
| ---- | --------------- |
| 2001 | 79              |
| 2002 | 83              |
| 2003 | 87              |
| 2004 | 89              |
| 2005 | 88              |
| 2006 | 88              |
| 2007 | 87              |
| 2008 | 86              |
| 2009 | 88              |
| 2010 | 89              |
| 2011 | 85              |
| 2012 | 84              |
| 2013 | 85              |
| 2014 | 91              |
| 2015 | 100             |
| 2016 | 105             |
| 2017 | 107             |
| 2018 | 105             |
| 2019 | 106             |
| 2020 | 114             |
| 2021 | 119             |
| 2022 | 122             |
| 2023 | 125             |
| 2024 | 128             |